# Суддя і любов
«Суддя і любов» — фантастична трилогія-феєрія для юнацтва Олеся Бердника. Складається з трьох творів малої форми — оповідання «Міжзоряна нянька» (1961), повісті «Страшний суд» (1965) і новели «Бунт космократорів» (1968). Дані твори сюжетно слабко пов'язані, проте мали, за задумом письменника, в майбутньому стати основою однойменного роману. Дещо пізніше всі ці твори у переробленому вигляді увійшли до роману «Зоряний корсар» (1971).

## Міжзоряна нянька
…Зореліт «Серце» мчить із субпроменевою швидкістю до зірки Епсилон Ерідана. Під час польоту дружина командира народжує двійню. Смертоносне випромінювання убиває всіх членів екіпажу крім новонароджених хлопчиків, ізольованих у окремому відсіку. Останнім наказом матері Універсальному Роботу було прохання потурбуватися про синів. Мине багато років перед тим, як Міжзоряна Нянька і уже дорослі хлопці повернуться на Землю.
Перша відома публікація оповідання була здійснена на російській мові в київській газеті «Комсомольское знамя».
Сюжетна лінія «Міжзоряної няньки» була продовжена письменником у маловідомій повісті «УР», що в незмінному вигляді увійшла до роману «Зоряний корсар». Продовження лінії УРа в романі — глави «Катастрофа», «Планета квітів» та «Ісварі». Тут УР не тільки виховує малюків, а й сам поступово трансформується в людину — юнака Ура.

## Страшний суд
Київ, СРСР. Чернець Василій вирішив замурувати себе в печері, чекаючи Страшного суду й ізолювавши себе від світу «безбожників». Проте священнослужитель не помер, а впав у летаргійний сон. Його було випадково знайдено аж у 2168 році у світі, де космічні польоти є буденною річчю, а релігія стала історичним анахронізмом…
Сюжету «Страшного суд» відповідають прикінцеві глави «Поклик з минулого» та «Пастка часу» «Зоряного корсара». Щоб вписати історію з монахом у загальну канву, Олесь Бердник «рідним часом» Василія робить ХІХ століття, а прокидається він десь у 1960-тих. Більше уваги приділено моральному переродженню клірика, додано його повернення у свій час.

## Бунт космократорів
Могутня раса гуманоїдів досягла висот наукового та технічного прогресу. Вирівняні можливості всіх індивідів. Здійснюються не тільки всі бажання, у Системі Ара виключаються навіть умови для виникнення негативних емоцій. Все є, але немає розвитку і, зрештою, свободи. Поступово зникає творчий запал («психопотенція»), маячить перспектива деградації, скочування до попередніх циклів розвитку. Правитель Аріман вирішує створити штучну еволюцію матерії з метою виникнення примітивної цивілізації, від якої можна буде брати «психічну енергію». Революціонери-космократори, маючи альтернативні ідеї щодо майбутнього Системи Ара, повстають проти злочинного експерименту…
На основі даного сюжету була написана однойменна глава з «Зоряного корсара». Він є, фактично, центральною темою роману, під яку прибудовані усі інші сюжетні лінії. Ця тема отримала в романі передісторію і продовження.